# Street Sounds Electro 3
Street Sounds Electro 3 er det tredje opsamlingsalbum i en serie og blev udgivet i 1984 af StreetSounds. Albummet udkom som LP-plade og kassettebånd og består af syv electro og old school hip hop numre mixet af Herbie Laidley.

## Sporliste
| 1. | "Dollar Bill"     | Divine Sounds     | -:-- |
| 2. | "We Come To Rock" | Imperial Brothers | -:-- |
| 3. | "Jam On It"       | Newcleus          | -:-- |

| 1. | "Zodiac"                     | Boogie Boys  | -:-- |
| 2. | "King Of The Beat"           | Pumpkin      | -:-- |
| 3. | "One For The Treble (Fresh)" | Davy DMX     | -:-- |
| 4. | "Fresh"                      | Fresh 3 MC's | -:-- |